# Венчање године
Венчање године (енгл. The Big Wedding) америчка је филмска комедија из 2013. године, у режији и по сценарију Џастина Закама. Римејк је истоименог француско-швајцарског филма из 2006. године, по сценарију Жан-Стефана Брона и Карин Судан.
Велику ансамблску поделу улога предводе: Роберт де Ниро, Кетрин Хајгл, Дајана Китон, Аманда Сајфред, Тофер Грејс, Бен Барнс, Сузан Сарандон и Робин Вилијамс. Приказан је 26. априла 2013. године у САД.

## Радња
Дон и Ели Грифин су већ дуго разведени када су изненада приморани да се претварају да су још заједно јер на венчање њиховог усвојеног сина долази његова врло конзервативна биолошка мајка. Грифини ће ускоро схватити да уопште није лако глумити срећан брачни пар, што такође врло тешко пада и Доновој девојци, Беб.
Њихова деца се усред те шараде суочавају са сопственим проблемима. Лајла се бори са тајном коју крије од своје породице, Џаред размишља о свом љубавном животу, или тачније непостојању таквог, Алехандро покушава да надгледа све шта се догађа и да одржи породицу на окупу, укључујући и своју будућу жену Миси која, желећи да удовољи својим родитељима, пристаје да их свештеник венча према традиционалном католичком обреду.

## Улоге
| Глумац            | Улога                 |
| ----------------- | --------------------- |
| Роберт де Ниро    | Дон Грифин            |
| Дајана Китон      | Ели Грифин            |
| Кетрин Хајгл      | Лајла Грифин          |
| Тофер Грејс       | Џаред Грифин          |
| Бен Барнс         | Алехандро Сото Грифин |
| Сузан Сарандон    | Беб Макбрајд          |
| Аманда Сајфред    | Миси О’Конор          |
| Кристина Еберсоле | Мафин О’Конор         |
| Дејвид Раше       | Бари О’Конор          |
| Ана Ајора         | Нурија Сото           |
| Патриша Реј       | Мадона Сото           |
| Робин Вилијамс    | Бил Мојнајан          |
| Кајл Борнхајмер   | Ендру                 |
| Меган Кеч         | Џејн                  |